# Doctor Seduction
Doctor Seduction è il terzo album studio del gruppo folk punk italiano Zen Circus, pubblicato nel 2004 da Le Parc Music.

## Il disco
È il primo album con il nuovo batterista Karim Qqru, entrato nel gruppo meno di due mesi prima delle registrazioni dell'album, ed è il primo non autoprodotto. Prodotto da Richard Milella per la Le Parc Music, che ha anche aggiunto la parola Circus poiché contemporaneamente uscì un altro gruppo rock col nome Zen, è stato inizialmente commercializzato dalla SELF distribuzioni.
È stato pubblicato il video della canzone Sailing song.
I Perturbazione partecipano alla canzone Sweet Me. Nel 2011 è uscita la ristampa pubblicata dalla Black Candy.

## Tracce
1. Welldone
2. Time Killed My Love
3. Sailing song
4. Sober
5. History Lesson Part III
6. It Turns Me On
7. Sweet me
8. Way South
9. Black hole
10. My Lovely End

## Formazione
- Andrea Appino - voce e chitarra
- Ufo - basso
- Karim Qqru - batteria

### Ospiti
- Perturbazione in Sweet me